# Myrsine diazii
Myrsine diazii  es una especie de planta con flor en la familia Myrsinaceae. 
Es endémica de Perú donde se encuentra en los bosques nubosos del Departamento de Amazonas. Está amenazada por pérdida de hábitat

## Fuente
- World Conservation Monitoring Centre 1998.  Myrsine diazii.   2006 IUCN Lista Roja de Especies Amenazadas; bajado el 22 de agosto de 2007